# Francesco Orsini Baroni
Francesco Giuseppe Guido Maria Alberto Orsini Baroni, nobile di Pisa (Fornacette, 27 dicembre 1837 – Fornacette, 24 marzo 1919), è stato un imprenditore e politico italiano.

## Biografia
Discendente di un ramo cadetto Pisano della famiglia Orsini, grande proprietario terriero, ha dedicato l'intera sua vita all'amministrazione e al potenziamento dei suoi fondi agricoli "sperimentando con assidua, diligente osservazione i metodi ritenuti migliori a renderle più fertili e fruttuose, e più atti a favorire il progresso e lo sviluppo dell'industria agricola". Consigliere dei comuni su cui insistono le sue terre, è stato deputato per sette legislature e senatore a vita dal 1909.